# マイルズ・オブライエン
マイルズ・エドワード・オブライエン (Miles Edward O'Brien) は、SFテレビドラマ『スタートレック』シリーズに登場する架空の人物。

## 概略
『新スタートレック』の名脇役で、『スタートレック:ディープ・スペース・ナイン』ではレギュラーとなる。地球人であり、アイルランド系とされていて、コルム・ミーニーが演じた。日本語版の声は辻親八。演ずるコルム・ミーニイは実際にアイルランド系の俳優で、他の作品でもアイルランド人を演ずる事が多い。また日本に入ってくるアメリカの作品では『ダイ・ハード2』をはじめ、スタートレックのレギュラー経験者では最もよく見かける俳優の一人である。

## 作中の人物像

### TNGのオブライエン
初登場は新スタートレック（TNG）のパイロット（赤服の少尉）としてだった。その後、第1シーズンではパイロット版以降に一度登場しただけである（第7話「姿なき宇宙人」）が、第2シーズン以降で一気に出番が増え、しかも、ウォーフの飛翔の儀式にはジョーディ・ラフォージ、データ、ドクターキャサリン・ポラスキー（第2シーズンのみのレギュラー）、そしてウェスリー・クラッシャーらと共に立ち会ったほどであり、この時点でウォーフと親しかったようである（第2シーズン第14話「イカルス伝説」）。
ただし、登場する度に階級がまちまちで（ライカーに「大尉」と呼ばれたこともある）、ファーストネームが明かされたのもようやく第4シーズンになってからである。結局、役職は転送主任、階級は兵曹長として落ち着いた。オブライエンはUSSラトリッジという艦でカーデシア戦争を戦っていた経歴の持ち主であるが宇宙艦隊アカデミーの卒業生ではないため、「大尉」という階級は一時的なものであった、という解釈になっている。転送装置に詳しく、難しい転送を何度も成功させている。ライカーの父親カイルがエンタープライズを訪れた際、中佐のライカーと准尉のオブライエンが階級を越えて友人のように親しげに話しており、ライカーの相談に乗ったりもしている。
オブライエンという姓がアイルランド系なので、オデルという人物に「あんたもアイルランド系だねぇ？」と突っ込まれた事がある（第2シーズン第18話「新たなる息吹」）。実は『スタートレック』シリーズに登場する主なキャラクターの中でアイルランド出身とされているのはオブライエンのみである（スコッティはスコットランド出身）。
科学（植物）調査の為にエンタープライズに乗艦していた植物学者、日本人（熊本に祖母がいることが確認されている）のケイコ・イシカワと交際するようになり、ピカード以下クルーが見守る中、エンタープライズ艦内で結婚式を挙げる。2人にはやがて、モリーという娘を授かる。

### DS9のオブライエン
ディープ・スペース・ナイン (DS9) に異動後（士官に昇進出来るチャンスであり、エンタープライズのラ＝フォージ少佐と同じ機関主任になれるんだから…と、妻ケイコに力説していた）は技術主任として“何でも屋”のように、あれやこれやと故障の多いDS9の故障箇所を修理する忙しい日々を送る。DS9では「チーフ・オブライエン」と呼ばれていた（原語ではTNGでも「Chief O'Brien」だった）。
途中からDS9所属の宇宙艦「U.S.S.ディファイアント」の機関長も兼任。小さな船体にハイパワーなエンジンと言うアンバランス艦を彼の工夫で安定させるなど職人芸を見せ、機関部でも信頼が厚く、実力は誰もが認めている。カーデシアと連邦の技術を融合させ何とか機能させているDS9のマニュアルはオブライエンの頭の中だけにあり、彼が任務や休暇でステーションを長く空けたりすると、故障が次々と発生してしまう。連邦とカーデシアの技術を苦労して融合させたステーションのシステムを他人に勝手にいじられるのを嫌う。転送事故の処理のために止むを得ずシステムを改変したマイケル・エディングトン少佐は、壁から引きずり出され床にとぐろを巻く大量の配線を見下ろして「チーフが戻ってきたら殺されるな…」と呟いた。下級士官ではあるが、司令官からは常に司令部スタッフの上級士官と同等に扱われるほど信頼されている（DS9登場時は一般隊員から少尉対等に昇格する設定）。
一方で連邦・カーデシア戦争やドミニオン戦争に参加したことから戦闘技術にも長けている。DS9のシーズン4時点の記録によれば235回を数える戦闘経験と15回の表彰を受けており、裁判中の発言とはいえクリンゴンから戦闘のプロフェッショナルとの評価を受けた。その間、妻のケイコに宛てた遺書を11回書いている。
ドクター・ベシアのことを当初は疎ましく思っていたが、妻ケイコが仕事で一時的にDS9を離れた頃から、良い暇つぶし相手となり、やがて親友となっていく。彼とダーツを楽しんだり、ホロデッキ（第2次大戦のパイロットやアラモ砦など）で共に戦うのはDS9でも有名だった。ウォーフとはエンタープライズからの友人で、彼の部屋を気兼ねなく訪ねていたほぼ唯一の人物だが、たまに彼の横暴な態度に呆れ返っているようなシーンもあった。
DS9に赴任後、キラヨシという男の子を授かる。
カヌーが好きで、ちょくちょくホロデッキに行っては怪我をしている。DS9では無実の罪で収監されたり、暴行を受けたり、本物そのままのクローンが死んだり、３回も死んだり、と彼には不幸が降りかかるエピソードが多く、少し可哀そうな男。多少、人見知りする性格で、相手と打ち解けるには少し時間がかかるものの、親切で優しく家族思い。負けず嫌いな性格。射撃や操船技術は高いが、体術は苦手な様子。妻ケイコの尻に敷かれていたり、ジョーク好きの陽気な性格。
アイルランド系だからか、クワークのバーで注文するのはだいたいエール (ビール)である。朝食には「チーフ・スペシャル」と呼ばれる毎回同じメニューを注文している。
ドミニオン戦争終結後、家族とDS9を離れ地球で宇宙艦隊アカデミーの教官になる。
TNGでのゲスト登場回数が多く、DS9では最初から最後までレギュラーだったため、全『スタートレック』シリーズを通して2番目に登場回数が多いキャラクターとなった（1位はウォーフ）。

### 平行世界のオブライエン
テロック・ノール（DS9）で働かされていたテラン人の一人で下級技術者、独身。シスコから「スマイリー」と呼ばれていた。こちらの世界から迷い込んだキラやベシアとの出会いが切っ掛けで、シスコたちと共に叛乱を起こす。後にこちらの世界のDS9にやってきてディファイアントの設計図を密かにコピーし、叛乱軍が占領したテロック・ノールで同型艦を建造する。

## 経歴
下から上にたどる。特に断りがない限り、映像作品における設定である。
- 宇宙艦隊アカデミー教官（准尉）
- ディープ・スペース・ナイン 技術主任（准尉）
- U.S.S.エンタープライズD 転送主任（准尉）
- U.S.S.ラトレッジ 配属（乗組員）

## 階級
元々、ゲスト出演だったため、キャラクター設定が固まっておらず、階級も一定していなかったが、DS9赴任までには「チーフ」（海軍の「兵曹長」「准尉」）という役職に落ち着き、他のキャラからも「チーフ・オブライエン」と呼ばれている。准士官であるにもかかわらずDS9の機関部長を務めているのは、人手不足のため優秀な准士官も上級士官相当の待遇を与えているもので、首の階級章もこの時代の宇宙艦隊士官に使われている丸印でなく、准士官を表す若葉マークを横倒しにした様な印を付けている。劇中でオブライエンは「あいつ（ノーグ）が艦隊アカデミーを卒業したら、俺より偉く（階級が上に）なっちまう」と言及しており、実際にノーグが少尉となった時には、それ以前のように説教したあと最後に「サー」と呼んでいる。

## 家族
- ケイコ・オブライエン （配偶者）
- モリー・オブライエン （長女）
- キラヨシ・オブライエン （長男）

後に宇宙艦隊に入隊し士官となる。2409年時点では、メモリー・アルファ基地のチーフ・エンジニアを務める。階級は大尉（ゲーム『Star Trek Online』）。